# トル・フースホフト
トル・フースホフト（Thor Hushovd、1978年1月18日 - ）は、ノルウェー・グリムスタ出身の元自転車プロロードレース選手。2006年以前は「トル・ハスホフト」や「トル・ヒュースホーウッド（ノルウェー語での読み）」の表記が多く用いられた。
2000年のプロデビュー以来、2005年のツール・ド・フランスポイント賞を皮切りに数々の栄光を手中にしてきたスプリンター。
パワフルかつ切れ味鋭いスプリントを見せることから、名前に引っ掛けて「雷神」、あるいは「グリムスタの牡牛」の異名で呼ばれる。

## 経歴

### 1998年
- 世界選手権・U23タイムトライアルで優勝。

### 2000年
- クレディアグリコルでプロデビュー。

### 2001年
- ツール・ド・フランスのメンバーに選出され、第5ステージのチームタイムトライアルで勝利を飾る。

### 2002年
- ツール・ド・フランスの第18ステージで勝利。

### 2003年
- ツール・ド・フランスポイント賞争いで4位に入り、一流スプリンターの仲間入りを果たす。

### 2004年
- ノルウェー選手権でタイムトライアルと個人ロードで二冠を達成。
- ツール・ド・フランスでは、第3ステージでノルウェー人として初めてマイヨ・ジョーヌを着用する栄誉に属し、第8ステージでも優勝。ポイント賞では惜しくも2位となったが、ロビー・マキュアンやエリック・ツァベルと白熱した争いを繰り広げた。

### 2005年
- ノルウェー選手権のタイムトライアル部門で連覇を達成。
- ツール・ド・フランスで念願のポイント賞を獲得し、マイヨ・ヴェールに輝いた。
- ブエルタ・ア・エスパーニャ第5ステージ優勝。
- ミラノ〜サンレモ3位。

### 2006年
- ヘント〜ウェヴェルヘム優勝。
- ツール・ド・フランスではプロローグと最終ステージで勝利。
- ブエルタ・ア・エスパーニャでは第6ステージで勝利し、ポイント賞を獲得した。

### 2007年
- ジロ・デ・イタリア第7ステージ勝利。
- ツール・ド・フランスで、トム・ボーネンとロビー・マキュアンのポイント賞争いが注目される中、第4ステージで勝利し、底力を見せた。
- GP西フランス・プルエー2位。

### 2008年
- パリ〜ニースステージ勝利とポイント賞を獲得。
- カタルーニャ一周ステージ勝利とポイント賞を獲得。
- ツール・ド・フランス第2ステージ優勝。

### 2009年
- 2008年限りでクレディ・アグリコルが撤退したため、サーヴェロ・テストチームに移籍。
- ミラノ〜サンレモ3位。
- パリ〜ルーベ3位。
- オムロープ・ヘット・ニウスブラート優勝。
- ツール・ド・フランスではステージ優勝こそ第6ステージの1つにとどまったものの、平地ステージで安定してステージ上位に食い込み、山岳ステージとなった第8、17ステージでは逃げを決めて中間スプリントポイントを稼ぐなどして、ステージ6勝を挙げたマーク・カヴェンディッシュを10ポイント差で抑えて2度目のマイヨ・ヴェール獲得となった。

### 2010年
- ノルウェー選手権・個人ロードレースで優勝。
- ツール・ド・フランスではチームリーダーとして出場し、第3ステージで勝利。
- ブエルタ・ア・エスパーニャ第3ステージ勝利。
- パリ〜ルーベ2位。
- ミラノ〜サンレモ6位。
- 世界選手権・個人ロードレース優勝。

### 2011年
- ガーミン・サーヴェロに移籍。
- パリ〜ルーベ 8位
- ツール・ド・スイス 区間1勝(第4)
- ツール・ド・フランス
  - 区間2勝(第13、16)
  - 第2ST〜第8ST 総合首位（マイヨ・ジョーヌ）
- GP西フランス・プルエー 4位

### 2013年
- アークティック・レース・オブ・ノルウェー 総合優勝

### 2014年
ウイルスに苦しめられ引退。

## レーススタイル
チームではスプリンターとして登録し、実際にスプリンターとして活躍しているが、過去2度のノルウェー選手権タイムトライアル優勝のほか、アマチュア時代の1998年にも世界選手権のU-23タイムトライアル優勝や、2006年のツール・ド・フランスのプロローグの個人タイムトライアル優勝、2008年のパリ～ニースとカタルーニャ一周でのプロローグ優勝などの実績を持ち、短距離ならばタイムトライアルスペシャリストに匹敵する独走力がある。このようなタイプはルーラーの素質も持つマリオ・チポリーニ以外には殆ど居ない。
ステージ序盤であれば1級山岳すら単独または一、二名のアシストで逃げ切れるという、珍しいタイプのスプリンターである。このようなタイプはスプリントもできない事はないアレハンドロ・バルベルデやランス・アームストロング以外ではほとんどいないため、起伏に富んだコースでは他のスプリンターよりも有利になる。
スプリンターとしてはステージでの勝利を量産するタイプではないが、極端に大崩れすることなく堅実に上位に入る安定感や、山岳ステージの中間スプリントポイントをコンスタントに得ることが出来るので、2005年のツールドフランスではステージ0勝でポイント賞を獲得してしまうなど、ポイント賞争いにコンスタントに加わることの出来る原動力となっている（似たタイプとしてはエリック・ツァベル）。
前述の通り、上りもそれなりにこなし、ブエルタ・ア・エスパーニャやカタルーニャ一周、ドーフィネ・リベレなど厳しい山岳や、距離が長くアップダウンの多いクラシックレースでも遅れないなど、様々なコースに対応できるパンチャー的なスプリンターである。

## エピソード
- 2006年のツール・ド・フランス第1ステージでゴールスプリント時に観客の持っていたボール紙製の応援グッズに接触して（本人はカメラと接触したと証言）上腕部がスッパリと切れ、着用していたマイヨ・ジョーヌが真っ赤に染まる惨事となったが[3] 翌日も出走し、ステージ3位に入ってマイヨ・ジョーヌを奪還する闘志を見せた。接触した応援グッズは偶然にも、本人が獲得を目指していたマイヨ・ヴェールのスポンサーPMUが配布していた。この事故の影響か、2008年からマイヨ・ヴェールの色が変更されたのに合わせて、応援グッズの素材が柔らかいウレタン製に変更された。
- 実績十分なフースホストがあえてグランツールへの出場を保証されている訳でない、コンチネンタルプロチームであるサーヴェロへ移籍した事に対し驚きの声が上がったが、本人は「サーヴェロのバイクが乗りやすかったからサーヴェロにしたんだ」とコメントした。また2009年のツール・ド・フランスでは、快適さを重視した「RS」フレームを使用[4] し、チームが新型のデュラエース7900シリーズを採用する中、一人だけ前世代の7800シリーズを使用する[5] など、機材に対して独自の拘りがある。
- 1998年の世界選手権U23タイムトライアルで優勝を経験しており、その12年後、エリート部門のロードレースで再び優勝し、カテゴリーが異なるながらも両種目でマイヨ・アルカンシェルを獲得した選手となった。

## 主な成績

### グランツール
- ジロ・デ・イタリア　通算1勝
- ツール・ド・フランス　通算10勝
- ブエルタ・ア・エスパーニャ　通算2勝

- ツール・ド・フランス ポイント賞（2005年、2009年）
- ブエルタ・ア・エスパーニャ　ポイント賞（2006年）

- 2002年　ツール・ド・フランス 1勝
- 2004年　ツール・ド・フランス 1勝
- 2005年　ブエルタ・ア・エスパーニャ 1勝
- 2006年　ツール・ド・フランス 2勝　ブエルタ・ア・エスパーニャ 1勝
- 2007年　ジロ・デ・イタリア 1勝　ツール・ド・フランス 1勝
- 2008年　ツール・ド・フランス 1勝
- 2009年　ツール・ド・フランス 1勝
- 2010年　ツール・ド・フランス 1勝
- 2011年　ツール・ド・フランス 2勝

※これに加え2001年及び2011年のツールにおいてチームタイムトライアルで各一勝

### ステージレース
- 2006年　カタルーニャ一周 ポイント賞
- 2008年　パリ〜ニース ポイント賞　カタルーニャ一周 ポイント賞

- 2003年　ドーフィネ・リベレ1勝
- 2004年　ドーフィネ・リベレ1勝
- 2005年　カタルーニャ一周1勝　ドーフィネ・リベレ1勝
- 2006年　ティレーノ〜アドリアティコ1勝　カタルーニャ一周1勝　ドーフィネ・リベレ1勝
- 2008年　パリ〜ニース1勝　カタルーニャ一周2勝

### ワンデーレース
- 2010年   世界選手権 優勝（個人ロード）
- 2004年　 ノルウェー選手権 優勝（個人ロード・タイムトライアル）
- 2005年　 ノルウェー選手権 優勝（タイムトライアル）
- 2010年　 ノルウェー選手権 優勝（個人ロード）

- 2006年　ヘント〜ウェヴェヘルム 優勝